# 運命の掟
『運命の掟』（原題：Livin' on the Fault Line）は、アメリカ合衆国のロック・バンド、ドゥービー・ブラザーズが1977年に発表した7作目のスタジオ・アルバム。マイケル・マクドナルド加入後としては2作目に当たる。

## 背景
再結成後の作品を除けば、トム・ジョンストンの名前がクレジットされた最後のスタジオ・アルバムである。ジョンストンは本作の制作に当たり4曲を用意していたが、最終的にはそれらの曲の提供をやめて、1977年にバンドを脱退した。タイトル曲「運命の掟」では、ジャズ・ミュージシャンのヴィクター・フェルドマンがヴィブラフォンを担当した。
「リトル・ダーリン」は、マーヴィン・ゲイが1966年に発表した曲のカヴァー。「ユー・ビロング・トゥ・ミー」はマイケル・マクドナルドがカーリー・サイモンと共作した曲で、サイモンのアルバム『Boys in the Trees』（1978年）でも歌唱されており、サイモンのヴァージョンはシングルとして全米6位、『ビルボード』誌のアダルト・コンテンポラリー・チャートで4位に達する大ヒットとなった。

## 反響・評価
本作はアメリカのBillboard 200で10位に達し、1977年9月にはRIAAによってゴールドディスクに認定された。本作からのシングル「リトル・ダーリン」は全米48位、「エコーズ・オブ・ラヴ」は全米66位に達した。
音楽評論家のPeter Kurzはオールミュージックにおいて「パトリック・シモンズとマイケル・マクドナルドの著しい前進により、バンドのキャリアの中でも特に挑戦的で豊かな音楽を幾分含んだ作品」「ジャズからの明確な影響はもちろん、そこはかとない哀愁のムードが楽曲全体に流れている」と評している。

## 収録曲
10.はインストゥルメンタル。
1. 思いのままに - "You're Made That Way" (Michael McDonald, Jeffrey Baxter, Keith Knudsen) - 3:30
2. エコーズ・オブ・ラヴ - "Echoes of Love" (Patrick Simmons, Willie Mitchell, Earl Randle) - 2:57
3. リトル・ダーリン - "Little Darling (I Need You)" (Holland–Dozier–Holland) - 3:24
4. ユー・ビロング・トゥ・ミー - "You Belong to Me" (Carly Simon, M. McDonald) - 3:04
5. 運命の掟 - "Livin' on the Fault Line" (P. Simmons) - 4:42
6. 嘆きのハート - "Nothin' But a Heartache" (M. McDonald) - 3:05
7. チャイナタウン - "Chinatown" (P. Simmons) - 4:55
8. 光ある世界 - "There's a Light" (M. McDonald) - 4:12
9. ニード・ア・レディ - "Need a Lady" (Tiran Porter) - 3:21
10. きこりのラリー - "Larry the Logger Two-Step" (P. Simmons) - 1:16

## 参加ミュージシャン
- パトリック・シモンズ - ボーカル、ギター
- マイケル・マクドナルド - ボーカル、キーボード
- ジェフ・バクスター - ギター、ギターシンセサイザー
- タイラン・ポーター - ボーカル、ベース
- ジョン・ハートマン - ドラムス
- キース・ヌードセン - ドラムス、ボーカル
- トム・ジョンストン - ボーカル、ギター

アディショナル・ミュージシャン
- ボビー・ラカインド - コンガ、ボーカル
- ダン・アームストロング - エレクトリック・シタール(#9)
- ノートン・バッファロー - ハーモニカ(#8)
- ヴィクター・フェルドマン - ヴィブラフォン(#5)
- ローズマリー・バトラー - バッキング・ボーカル(#3, #4, #8)
- モーリーン・マクドナルド - バッキング・ボーカル(#1)
- デヴィッド・ペイチ - ストリングス・アレンジ、ホーン・アレンジ